# Кам'янець-Подільська єпархія УПЦ (МП)
Кам'янець-Подільська єпархія — єпархія УПЦ МП. Об'єднує парафії і монастирі на території Кам'янець-Подільського і частини Хмельницького районів Хмельницької області.
Кафедральне місто — Кам'янець-Подільський. Кафедральний собор (після відбудови 2011 року) — собор св. Олександра Невського, у 1993—2011 роках — Свято-Георгіївський собор. Керівний архієрей — митрополит Феодор. Єпархія розділена на 5 благочиній відповідно до розподілу на райони до 2020 року, має 267 православних громад, монастир, 245 храмів. У клірі єпархії є 127 священнослужителів.
Була заснована 12 Квітня 1795[джерело не вказане 483 дні] року з назвою Брацлавська і Подільська, з 11 Серпня. 1799 р. Подільська і Брацлавська, з 1933 р Вінницька і Подільська (центр у Вінниці), з 1941 р Подільська і Брацлавська (з 1942 центр в Кам'янці-Подільському), з 23 травня 1944 р Вінницька і Кам'янець-Подільська, з 18 Квітня. 1945 м. Кам'янець-Подільська та Проскурівська (центр в Проскурові), з 8 березня 1954 р Хмельницька та Кам'янець-Подільська, з 12 Січня. 1962 р перебувала під управлінням архієрея Вінницької та Брацлавської єпархії, в 1989 р. відроджена як Хмельницька і Кам'янець-Подільська єпархія (з центром в Хмельницькому), в 1993 р заснована Кам'янець-Подільська і Городоцька єпархія.
Рішенням синоду УПЦ від 31 травня 2007 р. зі складу єпархії були виключені Віньковецький і Ярмолинецький райони, які увійшли до складу реорганізованої Хмельницької єпархії. До реорганізації Кам'янець-Подільської єпархії в ній налічувалося 278 парафій. 2017 року Кам'янець-Подільська і Городоцька єпархія об'єднувала парафії і монастирі на території колишніх Городоцького, Дунаєвецького, Кам'янець-Подільського, Новоушицького, Чемеровецького районів Хмельницької області України.

## Назви
- Кам'янець-Подільська (травень 1681—1691)
- Брацлавська і Подільська (12 квітня 1795 — 16 жовтня 1799)
- Подільська і Брацлавська (16.X.1799-?)
- Кам'янець-Подільська і Брацлавська
- Кам'янець-Подільська і Хмельницька
- Кам'янець-Подільська і Вінницька
- (Кам'янець-)Подільська і Проскурівська (1945—1954)
- Хмельницька і Кам'янець-Подільська (1955—1993)
- Кам'янець-Подільська (від 22 червня 1993)

## Історія
22 червня 1993 року рішенням синоду УПЦ МП з Хмельницької була виділена самостійна Кам'янець-Подільська єпархія.
Синодальним рішенням від 31 травня 2007 року Віньковецький і Ярмолинецький райони Хмельницької області були переведені зі складу Кам'янець-Подільської єпархії до Хмельницької.

## Єпископи

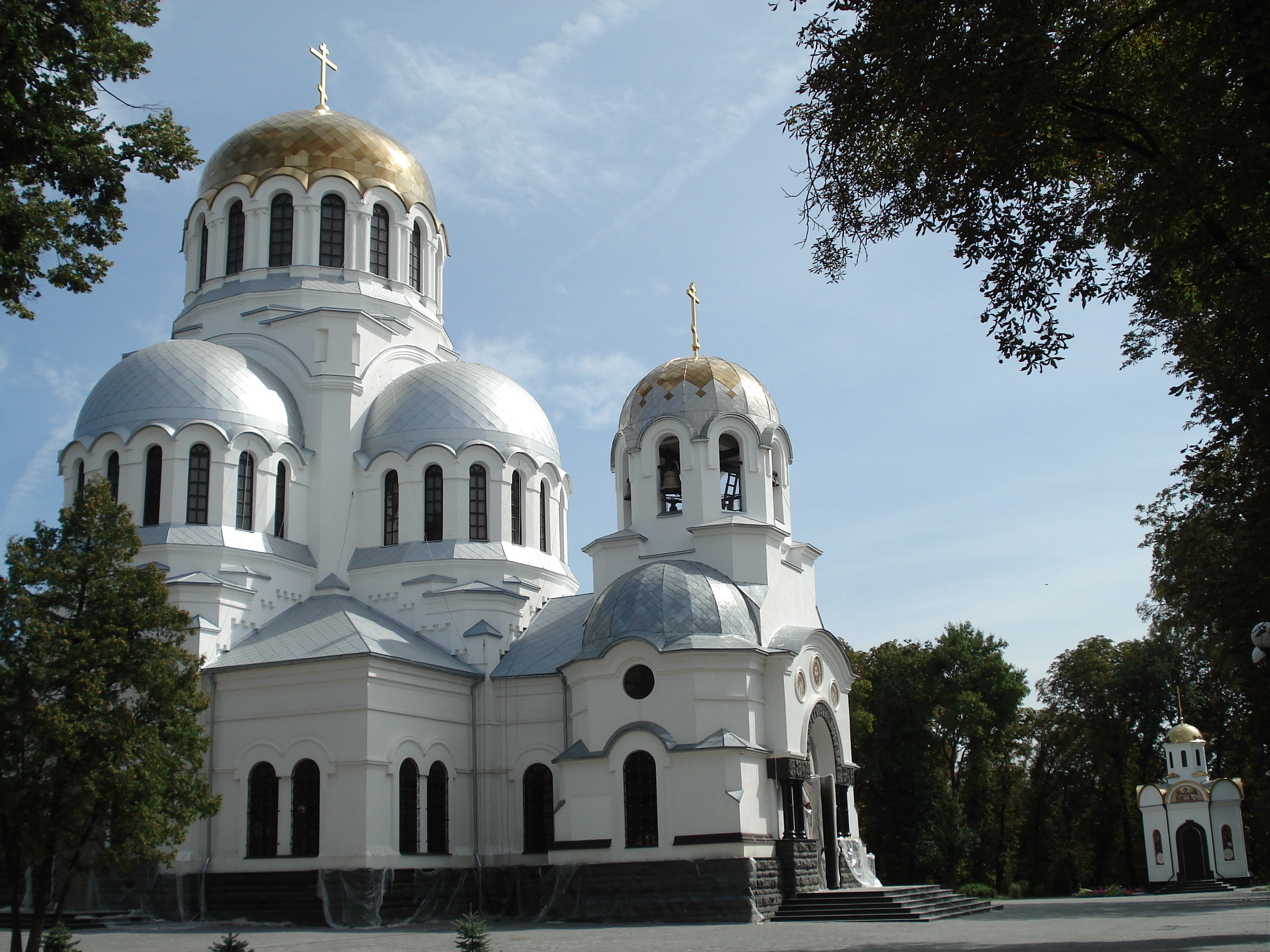
Відновлений собор Олександра Невського в Кам'янці-Подільському

- Іоанікій (Никифорович-Полонський) (12 квітня 1795 — 7 лютого 1819)
- Антоній (Соколов) (15 березня 1819 — 3 квітня 1821)
- Ксенофонт (Троєпольський) (3 липня 1821 — 24 січня 1832)
- Кирилл (Платонов-Богословський) (24 січня 1832 — 8 березня 1841)
- Арсеній (Москвін) (5 квітня 1841 — 6 листопада 1848)
- Елпідіфор (Бенедиктов) (6 листопада 1848 — 29 березня 1851)
- Євсевій (Ільїнський) (29 березня 1851 — 1 березня 1858)
- Іринарх (Попов) (17 березня 1858 — 20 грудня 1863)
- Леонтій (Лебединський) (20 грудня 1863 — 2 жовтня 1874)
- Феоргост (Лебедєв)[ru] (7 грудня 1874 — 9 грудня 1878)
- Маркелл (Попель) (9 грудня 1878 — 6 березня 1882)
- Вікторин (Любимов) (6 березня — 21 серпня 1882)
- Іустин (Охотин) (15 вересня 1882 — 28 березня 1887)
- Донат (Бабинський-Соколов) (28 березня 1887 — 13 грудня 1890)
- Димитрій (Самбікін) (13 грудня 1890 — 2 листопада 1896)
- Іриней Орда (2 листопада 1896 — 29 березня 1900)
- Христофор (Смирнов) (29 березня 1900 — 26 листопада 1903)
- Климент (Верниковський) (26 листопада 1903 — 1 грудня 1904)
- Парфеній (Левицький) (1 грудня 1904 — 15 лютого 1908)
- Серафим (Голубятніков) (15 лютого 1908 — 20 березня 1914)
- Митрофан (Афонський) (20 березня 1914 — жовтня 1917)
- Пимен (Пєгов) (жовтень 1917 — літо 1922)
- Амвросій (Полянський) (літо 1922—1923), еп. Вінницький
- Борис (Шипулін) (жовтень 1923 — 3 серпня 1926)
- Феодосій (Ващинський) (5 серпня 1926 — 22 травня 1928)
- Димитрій (Галицький) (1928 — 11 вересня 1932) в/у, еп. Проскурівський
- Пимен (Пєгов) (1935 — 14 грудня 1937)
- Євлогій (Марковський) (5 серпня 1942—1943)
- Дамаскін (Малюта) (1943—1944)
- Максим (Бачинський) (23 травня 1944 — 5 січня 1946)
- Панкратій (Кашперук) (28 квітня 1946 — 3 червня 1948)
- Варлаам (Борисевич) (3 червня 1948 — 27 грудня 1951)
- Анатолій (Бусол) (27 грудня 1951 — 10 березня 1953)
- Андрій (Сухенко) (1954 — ? 1955) в/у, еп. Вінницький
- Варлаам (Борисевич) (1 лютого 1955 — 5 вересня 1956)
- Іларіон (Кочергін) (5 вересня 1956 — 14 серпня 1961)
- Ігнатій (Демченко) (3 вересня 1961 — 12 січня 1962)
- Феодосій (Дикун) (19 лютого — 20 березня 1990)
- Нифонт (Солодуха) (19 березня 1990 — 25 серпня 1992)
- Питирим (Старинський) (26 серпня 1992 — 22 червня 1993)
- Никанор (Юхим'юк) (22 червня 1993 — 4 квітня 1997)
- Феодор (Гаюн) (від 15 квітня 1997)

## Вікаріатства
- Балтське (нині самостійна єпархія)
- Вінницьке (нині самостійна єпархія)
- Тульчинське (нині самостійна єпархія)
- Проскурівське (нині самостійна Хмельницька єпархія)

## Єпархіальні видання та церковні братства
В єпархії діє братство імені св. Миколая Чудотворця (Кам'янець-Подільський). Церковні ЗМІ включають газету «Дзвін» (видається кафедральним Георгієвським собором), «Православний подільський листок» (видається єпархіальним управлінням).